# Brambory
Brambory är en ort i Tjeckien.   Den ligger i regionen Mellersta Böhmen, i den centrala delen av landet, 80 km öster om huvudstaden Prag. Brambory ligger 232 meter över havet och antalet invånare är 106.
Terrängen runt Brambory är huvudsakligen platt, men åt sydost är den kuperad. Runt Brambory är det ganska glesbefolkat, med 42 invånare per kvadratkilometer. Närmaste större samhälle är Kutná Hora, 14,8 km väster om Brambory. Omgivningarna runt Brambory är en mosaik av jordbruksmark och naturlig växtlighet.